# ساگاریکا غاتگ
ساگاریکا غاتگ (به انگلیسی: Sagarika Ghatge) (زاده ۸ ژانویه ۱۹۸۶) بازیگر هندی است.
از کارهای معروف او می‌توان به بازی در فیلم‌های روباه، اراده و اگر ما ملاقات کنیم یا نکنیم اشاره کرد.